# Cosmosoma achemon
Cosmosoma achemon är en fjärilsart som beskrevs av Fabricius 1781. Cosmosoma achemon ingår i släktet Cosmosoma och familjen björnspinnare. Inga underarter finns listade i Catalogue of Life.